# Cornufer solomonis
Espèce
Synonymes
- Platymantis solomonis (Boulenger, 1884)

Statut de conservation UICN

 LC  : Préoccupation mineure
Cornufer solomonis est une espèce d'amphibiens de la famille des Ceratobatrachidae.

## Répartition
Cette espèce est endémique de l'archipel des Salomon. Elle se rencontre du niveau de la mer jusqu'à une altitude de 500 m sur les îles de Bougainville et de Buka en Papouasie-Nouvelle-Guinée et sur les îles de Choiseul, de la Nouvelle-Géorgie, de Malaita et de Santa Isabel aux Salomon.

## Publication originale
- Boulenger, 1884 : Diagnoses of new reptiles and batrachians from the Solomon Islands, collected and presented to the British Museum by H. B. Guppy, Esq., M.B., H.M.S. Lark. Proceedings of the Zoological Society of London, vol. 1884, p. 210-213 (texte intégral).